# Мало Поље (Хан Пијесак)
Мало Поље је насељено мјесто у општини Хан Пијесак, Република Српска, БиХ. Према попису становништва из 2013. у насељу је живјело 57 становника.

## Становништво
| Националност       | 2013. | 1991. | 1981. | 1971. | 1961. |
| Срби               | 57    | 121   | 181   | 241   |       |
| Југословени        |       |       | 3     |       |       |
| остали и непознато |       |       | 5     | 3     |       |
| Укупно             | 57    | 121   | 189   | 244   | '     |

| Демографија | Демографија | Демографија |
| Година      | Становника  | Становника  |
| ----------- | ----------- | ----------- |
| 1948.       | 221         |             |
| 1953.       | 258         |             |
| 1961.       | 285         |             |
| 1971.       | 244         |             |
| 1981.       | 189         |             |
| 1991.       | 121         |             |
| 2013.       | 57          |             |

## Знамените личности
- Зоран Боровина, пуковник Војске Републике Српске
- Милан Радуловић, књижевник и министар вера Републике Србије (од 2004. до 2007)
- Милорад Радуловић, командант мајор специјалних јединица полиције V одреда - Добој
- Саво Сокановић, генерал-потпуковник Војске Републике Српске